# Linchamiento de Preston Porter Jr.
Preston John Porter Jr. (25 de abril de 1885 - 16 de noviembre de 1900) fue un niño negro que fue secuestrado y linchado por una turba cerca de Limón (Colorado), Estados Unidos.
Porter había llegado a Colorado desde Lawrence (Kansas), con su padre y su hermano en 1900; los tres estaban en Denver el 11 de noviembre de 1900, cuando fueron detenidos, interrogados y arrestados bajo sospecha del asesinato de una niña blanca de 11 años que había tenido lugar ocho días antes. Después de cuatro días de tortura en un sweatbox («baño de sudor», un tipo de confinamiento solitario), las autoridades lograron que Porter confesara y lo transportaron en tren a la cárcel del condado en Hugo (Colorado), a pesar de numerosas publicaciones que predecían que el tren sería detenido y Porter linchado.
Tal y como se predijo, una turba secuestró a Porter en Limón; varias horas después, lo encadenaron a una barandilla de acero y lo quemaron vivo. No se presentaron cargos contra ninguno de los participantes y nunca se responsabilizó a nadie por el linchamiento.

## Antecedentes
Preston John Porter Jr. nació en el condado de Hamilton (Ohio), el 25 de abril de 1885. Comúnmente lo llamaban por su segundo nombre, John, para evitar confusiones con su padre, y varios informes contemporáneos del linchamiento se refieren a él de esa manera. Vivía en Lawrence (Kansas), en 1900, cuando viajó a Colorado con su padre, Preston Sr., y su hermano, Arthur, para trabajar en la construcción del ferrocarril. Tenía 15 años en ese momento.

## Incidente inicial y arresto
En la noche del 8 de noviembre de 1900, una niña blanca de 11 años llamada Louise Frost fue encontrada inconsciente en un terreno de maleza cerca de Limón (Colorado), aproximadamente a 0,5 millas (0,8 km) de Colorado. de la casa de su padre. Había sufrido catorce puñaladas, aparentemente de un dirk (un tipo de puñal), y una fractura de cráneo; también había sido violada. No recuperó el conocimiento antes de morir en su casa alrededor de la medianoche del 9 de noviembre.
Louise era la hija y única hija viva de Richard W. Frost, un ranchero; el consenso entre los informes de la época era que había sido atacada cuando regresaba a casa desde la escuela. Se cree que Louise fue sacada de su buggy (un tipo de carruaje) y atacada por alguien conocido para ella.
Un trabajador del ferrocarril llamado Fred Schum fue el único testigo ocular del asesinato de Louise. Relató todas las acciones de la niña esa tarde y la identificó positivamente en el campo, aunque no pudo proporcionar ninguna descripción de la segunda persona que vio con Louise mientras observaba desde 50 yardas (46 m) de distancia. Schum informó que Louise no gritó durante el ataque, aunque admitió que en el momento no pudo determinar si estaba siendo atacada o simplemente estaba jugando con la otra persona. El buggy continuó su camino sin ninguna de las personas y llegó a la casa de los Frost un tiempo después, lo que dio inicio a la búsqueda.
La policía recibió un informe de un niño el 9 de noviembre sobre un hombre negro que habían visto en Limón la tarde anterior. La falta de un arresto hasta ese momento y el informe de los medios sobre el supuesto sospechoso (así como su insistencia en que el asesinato fue cometido por un hombre negro) provocaron la ira del público; como resultado, la policía ofreció una recompensa de $500 (equivalente a $18000 actualmente) e interrogó a tres hombres negros, pero liberó a los tres debido a sus coartadas.
Los informes periodísticos sobre el ataque especularon que, una vez encontrado, el asesino sería linchado; The Grand Rapids Press publicó su artículo sobre la muerte de Louise bajo el titular He will be lynched («Será linchado»).
Los Porter salían de Denver, Colorado, para regresar a Kansas el 11 de noviembre cuando fueron interrogados primero por la policía, luego arrestados y encarcelados. Al día siguiente se produjeron más interrogatorios, tras los cuales el sheriff del condado de Lincoln anunció su creencia de que Preston Jr. era el único responsable, a pesar de las afirmaciones corroboradas de Preston de que se encontraba aproximadamente a cinco millas de Limón aproximadamente una hora después del asesinato. La policía citó varias prendas manchadas de sangre y un pañuelo, algunas de las cuales fueron encontradas en un área común cerca del vagón caja en el que vivían los Porter y algunas de las cuales fueron enviadas por correo a la madre de Preston en Kansas, como evidencia a pesar de la falta de una conexión definitiva con Preston. Después de cuatro días de tortura en un sweatbox («baño de sudor», un tipo de confinamiento solitario), Porter dio una confesión forzada del asesinato bajo la amenaza de que iban a linchar a su padre y a su hermano.
Durante la misma entrevista, el sheriff anunció que Porter sería transportado en tren desde Denver al condado de Lincoln. Tras la confesión de Porter, se llevó a cabo el plan de transportarlo al condado de Lincoln, a pesar del peligro que representaba para Porter; el 13 de noviembre, el periódico Henry County Democrat afirmó que «es seguro que [Porter] será linchado, probablemente quemado, a su llegada allí». El Courier-Journal especuló que, una vez que los residentes de Limón se enteraran del plan del sheriff, planearían detener el tren y secuestrar a Porter; el mismo periódico opinó que «en ese caso, sin duda sería linchado».
Una reunión de ciudadanos celebrada en Limón algún tiempo antes del 16 de noviembre resolvió que Porter debía ser linchado, pero que debía ser asesinado en la horca «con todo el decoro de una ejecución legal», según The Courier-Journal. La reunión resolvió además que «no se tolerará ninguna brutalidad». Además, en la noche del 15 de noviembre se formó un «comité de vigilancia» en Limón.

## Secuestro y linchamiento
Porter fue escoltado desde la cárcel en Denver al mediodía del 16 de noviembre y llevado a una estación de Union Pacific Railroad aproximadamente a 9 millas (14,5 km) fuera de Denver. El tren que transportaba a Porter salió de Denver a la 1:10 p. m. y se detuvo en Limón a las 3:45 p. m. en camino a su destino final, la cárcel del condado en Hugo (Colorado). Durante el viaje, según The San Francisco Call, Porter predijo que sería capturado en Limón y asesinado.
Cuando el tren se detuvo, dieciséis hombres subieron a bordo y secuestraron a Porter a pesar de las protestas del sheriff. Como su plan original era colgar a Porter, le colocaron una nudo corredizo alrededor del cuello, aunque finalmente la decisión sobre el método de muerte quedó en manos de Richard W. Frost, el padre de Louise, en medio de protestas de que el ahorcamiento no sería lo suficientemente severo. Después de que los hombres subieron a bordo, el tren continuó durante 3 millas (4,8 km) antes de parar en Lake Station.
La multitud llevó a Porter al lugar del asesinato de Louise, donde comenzaron los preparativos. Después de que se tomó la decisión de quemar a Porter, la multitud se reunió y preparó leña durante aproximadamente una hora; durante este tiempo, Porter no habló. Según un periodista de The New York Times, parecía «hosco» y, según The Courier-Journal, estaba «temblando de miedo». Pasó gran parte de ese tiempo leyendo el Evangelio de Lucas en una Biblia que le dio un carcelero en Denver.
La ejecución estaba originalmente programada para comenzar a las 5:30 p. m., aunque se retrasó casi una hora para permitir que los espectadores llegaran desde otras partes del condado. Finalmente, la multitud de espectadores superó las 300 personas; El Courier-Journal afirmó que aproximadamente «700 personas presenciaron la ejecución».
Siguiendo las instrucciones, Porter se acercó a la hoguera (la multitud optó por utilizar una barandilla de acero), aunque se arrodilló para orar y se le permitió el tiempo adecuado para hacerlo. Se levantó por sí solo, caminó hacia la hoguera y asumió una posición de espaldas a ella. Seis hombres lo ataron a la barandilla con cuerdas y cadenas. Porter complació a algunos miembros de la multitud que pidieron recuerdos repartiendo páginas arrancadas de su Biblia. Se vertió queroseno sobre la madera que lo rodeaba y Frost encendió el fuego a las 6:23 p. m..
Los pantalones de Porter fueron los primeros en incendiarse. Permaneció en silencio hasta que el fuego se acercó considerablemente a su rostro y durante gran parte del tiempo restante que estuvo consciente, rogó clemencia a la multitud y pidió repetidamente que le dispararan. Cayó al suelo cuando la cuerda que le sujetaba las manos le quemó; esto preocupó a la multitud, pero se tranquilizaron cuando los pies de Porter permanecieron sujetos a la estaca. Ahora, con solo sus pies ardiendo, colocaron más tablas de madera sobre su cuerpo y las encendieron, lo que rápidamente provocó una pérdida de conocimiento y la muerte después de aproximadamente veinte minutos.
La turba se mantuvo tranquila durante todo el linchamiento; The New York Times informó que se llevó a cabo «con frialdad y deliberación». La mayoría de la multitud se dispersó rápidamente después de que se apagó el fuego, aunque varios hombres se quedaron para avivar el fuego hasta que los restos de Porter fueron casi completamente incinerados.

## Secuelas

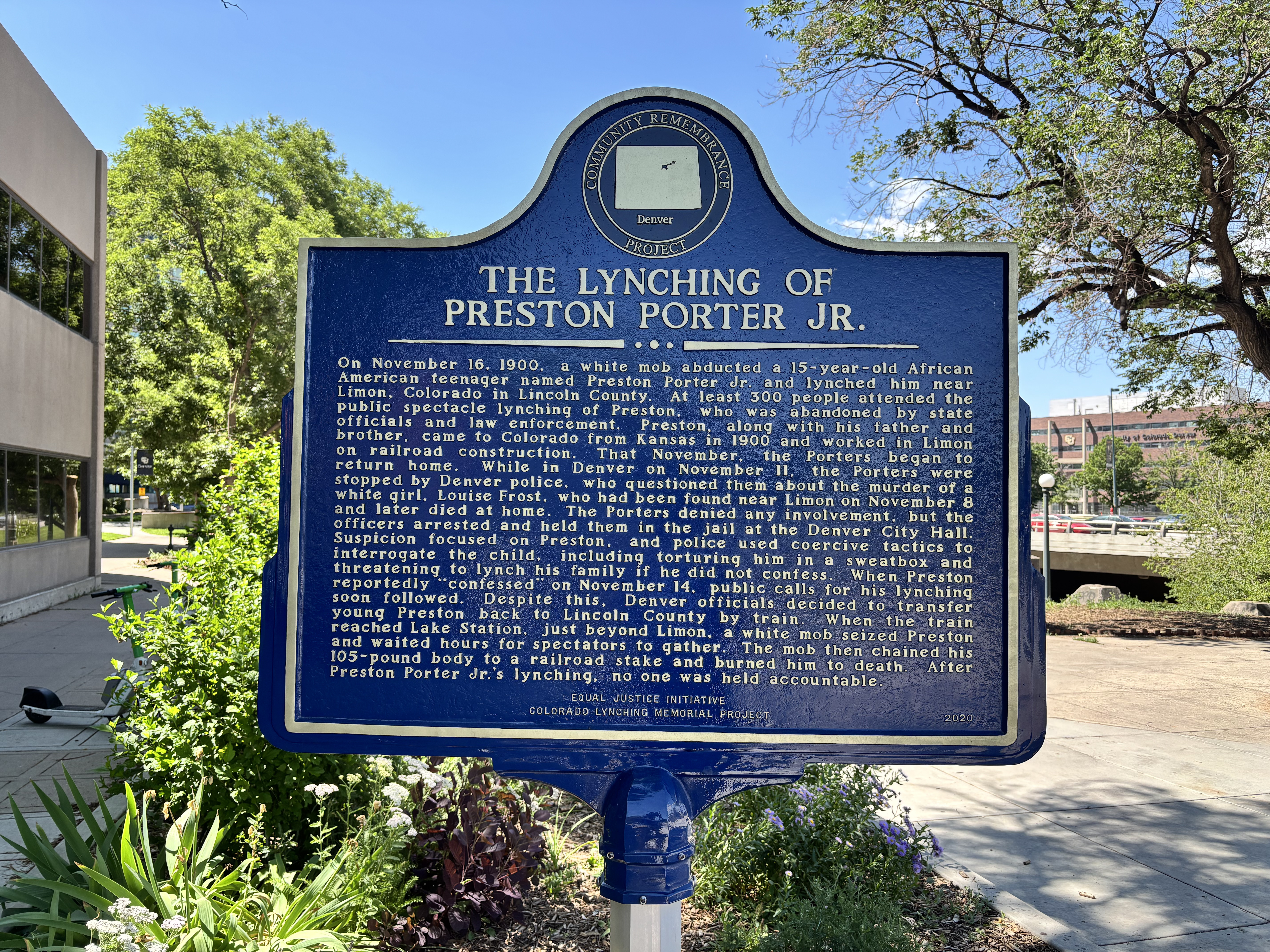
Marcador histórico en Denver, erigido en octubre de 2020.

Los informes iniciales indicaron que no se realizaría ninguna investigación sobre la muerte de Porter debido en parte a la falta de restos. Sin embargo, aproximadamente una semana después, en el lugar del linchamiento se encontraron fragmentos de huesos humanos que se presume eran de Porter; fueron recogidos por el forense y se realizó una investigación que concluyó que la muerte de Porter se produjo «a manos de personas desconocidas». El fiscal optó por no iniciar ningún proceso penal debido a la abrumadora aprobación pública del linchamiento (aunque la opinión pública en general condenó el método utilizado). Nadie fue nunca responsabilizado por el linchamiento a pesar de la existencia de fotografías tomadas durante el mismo que muestran claramente los rostros de los miembros de la turba. El padre y el hermano de Porter fueron liberados en la mañana del 17 de noviembre.
Cuando se le pidió que hiciera comentarios después del linchamiento, el gobernador de Colorado, Charles S. Thomas, no ofreció ninguna declaración. A principios de semana, había comentado que «la horca es demasiado buena para [Porter]» y que apoyaba el «espíritu de la ley de linchamiento», añadiendo que «no hay nada que [el anglosajón] no haría para vengar la pérdida del honor de una mujer».
El linchamiento reavivó el debate en torno a la pena capital en Colorado. La pena capital había sido abolida en 1897, pero varios linchamientos que tuvieron lugar a principios del siglo llevaron a la Asamblea General de Colorado a reinstaurarla a partir del 1 de julio de 1901.
El Proyecto Conmemorativo de los Linchamientos de Colorado (CLMP por sus siglas en inglés) realizó una ceremonia de recolección de tierra en el lugar del linchamiento en 2018; las muestras de suelo recolectadas se enviaron al Monumento Nacional para la Paz y la Justicia (informalmente el «Monumento Nacional a los Linchamientos») en Montgomery (Alabama). En octubre de 2020 se erigió un marcador histórico en el centro de Denver, y el mes siguiente se llevó a cabo una ceremonia de inauguración formal. El CLMP también celebró un «recuerdo y debate» en una iglesia de Denver en noviembre de 2022.
El linchamiento se convirtió en un delito de odio federal en los Estados Unidos mediante la Ley Antilinchamiento Emmett Till, que fue aprobada por el 117.º Congreso de los Estados Unidos y promulgada por el presidente estadounidense Joe Biden el 29 de marzo de 2022.